# Eichberg-Trautenburg
Eichberg-Trautenburg  är en ort och tidigare kommun i Österrike. Den ligger i distriktet Leibnitz i förbundslandet Steiermark.
Kommunen blev 1 januari 2015 en del av den nybildade kommunen Leutschach an der Weinstraße.
Kommunen bestod av två orter (Ortschaften) (inom parentes invånarantal 1 januari 2024):
- Eichberg-Trautenburg (549)
- Kranach (192)